# 明堂 (洛阳)

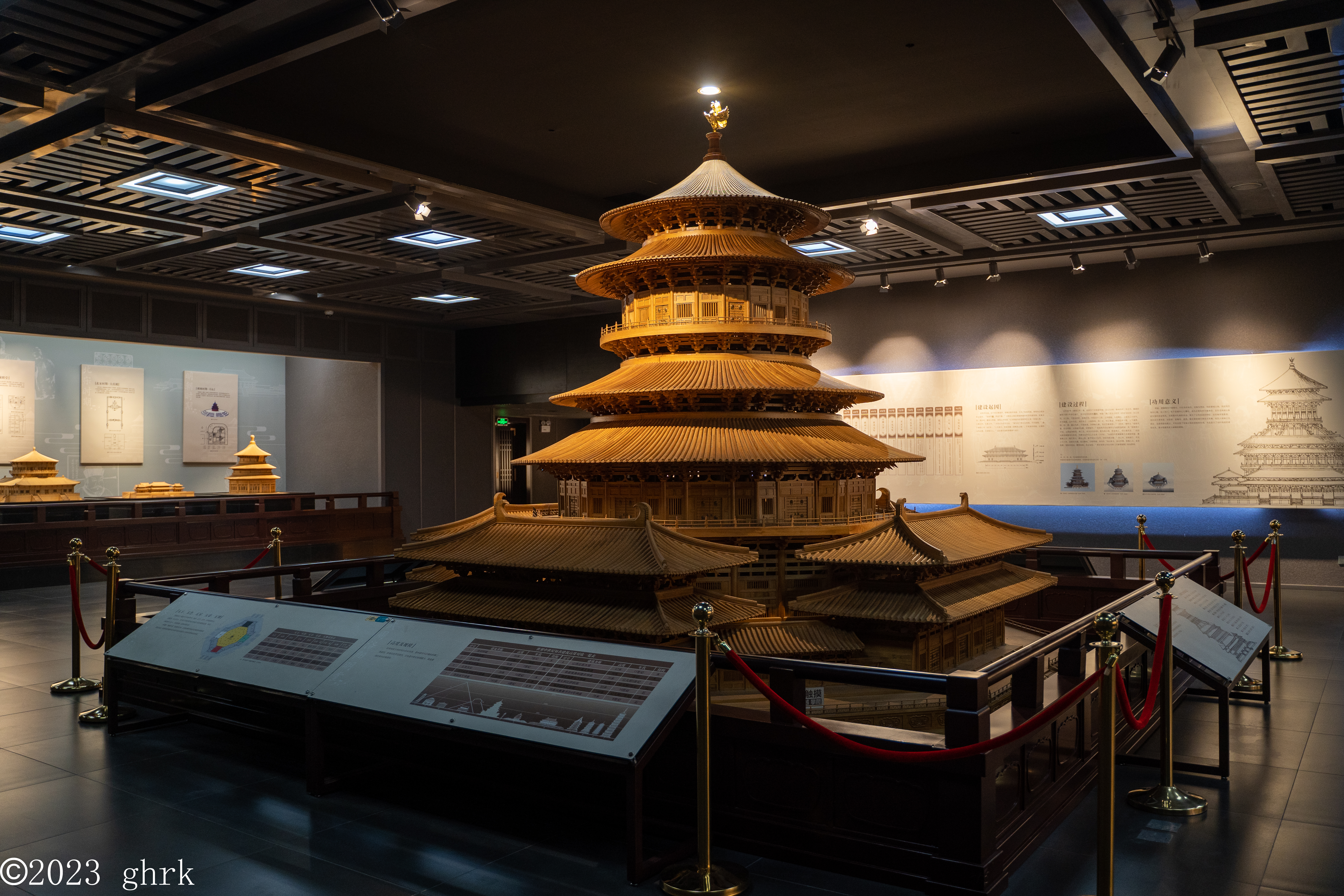
展示中的明堂复原模型

洛阳明堂始建于公元688年春，位于紫微宫原乾阳殿殿基之上，或号万象神宫。该殿在武则天主导下综合诸家学说所修建，是洛阳城宫城的核心建筑之一，同时也是武则天举行重大礼仪活动、颁布政令和春秋两季祭祀活动的重要场所。作为武周王朝的统治中心，该殿的规模相较历代皇宫的大朝正殿有过之而无不及，部分观点认为该殿曾为史上最大的单体木结构建筑之一。其遗址位于今天的河南省洛阳市。
1986年偶然发现明堂遗址，后对此进行考古发掘。2009年6月9日洛阳隋唐城明堂遗址保护展示工程开工，并于2011年4月正式对外开放。建成后的明堂遗址保护壳高度约为33.52米，其规模与历史上明堂的估算高度（约91.43米）相比有不小的落差。

## 图库

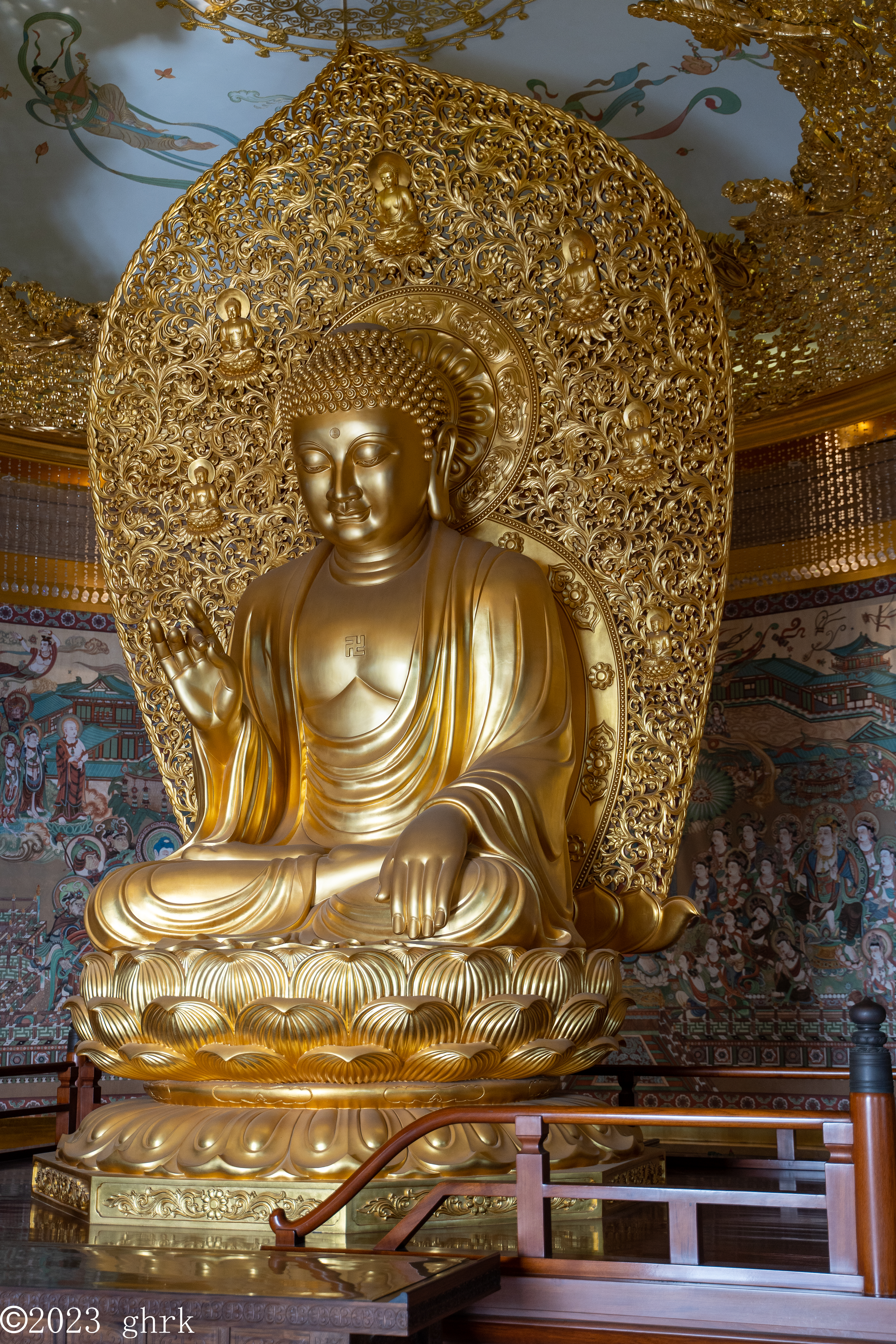
天堂顶部的佛像
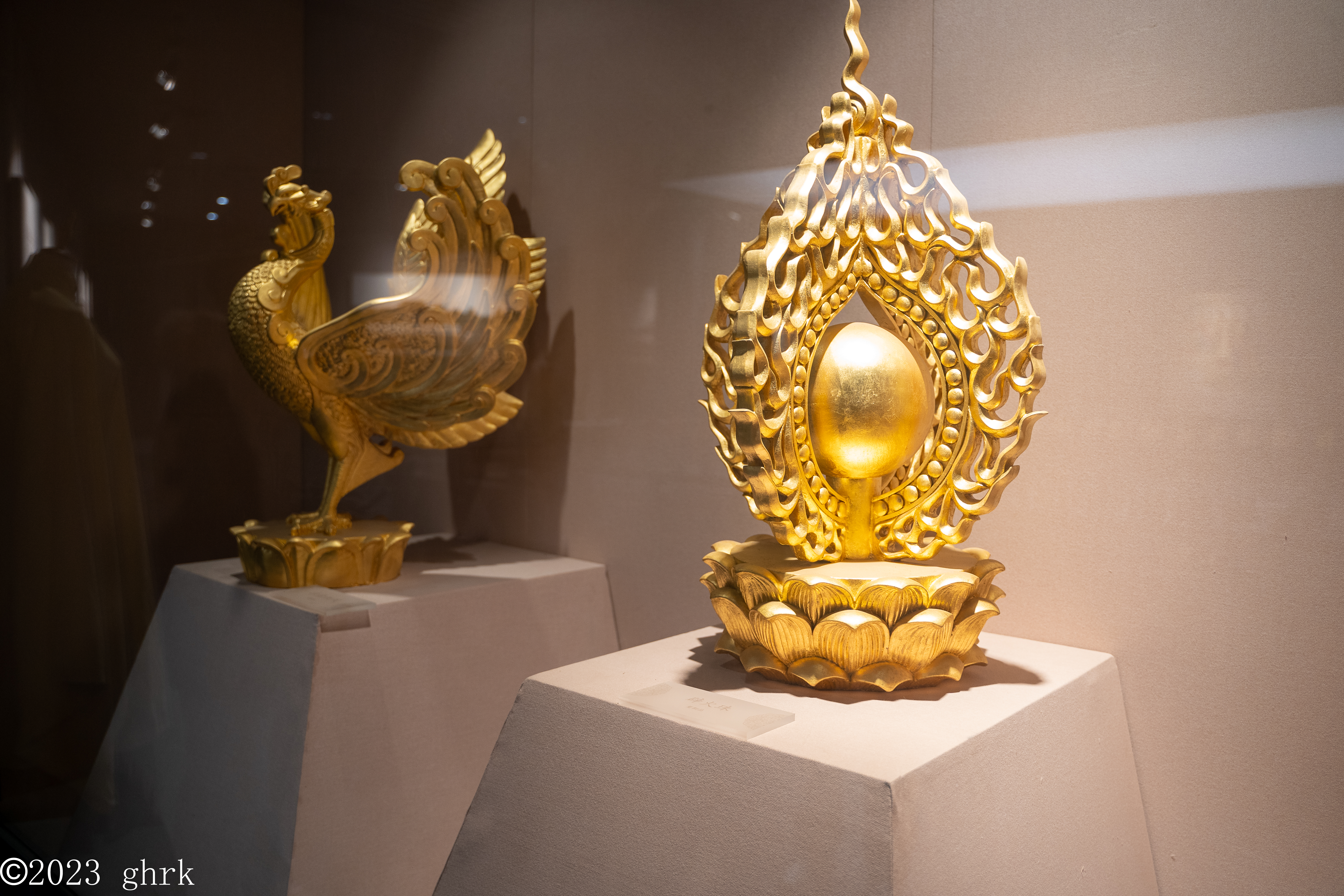
明堂和天堂顶部的饰物
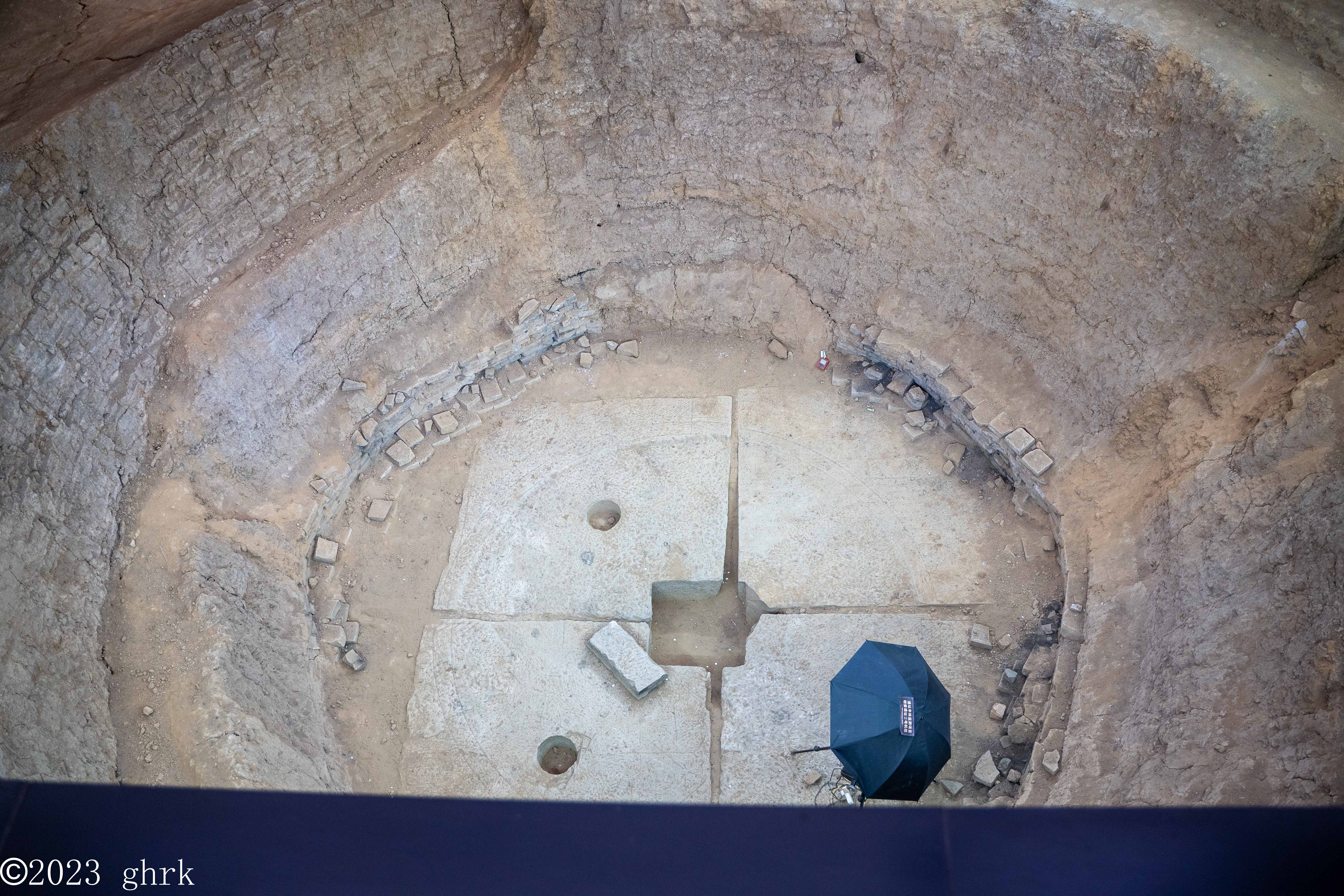
明堂立柱遗址
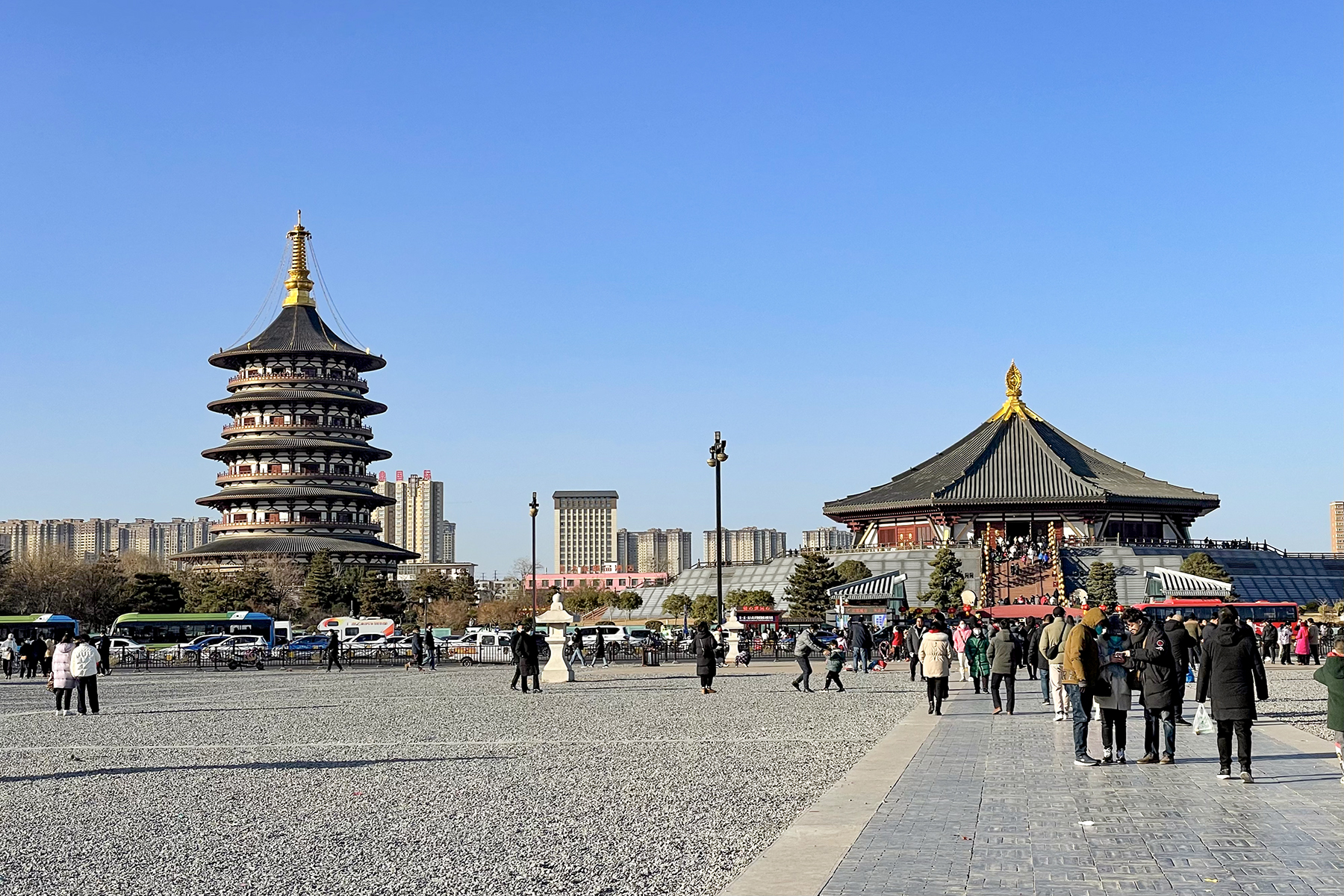
天堂（左）与明堂（右）的遗址保护展示工程，其外壳参照原本的明堂和天堂形制进行缩小而建